# Ebba Carstensen
Ebba Ninna Beck Carstensen, född den 23 augusti 1885 i Västra Kvärnstorp i Sverige, död den 13 oktober 1967 i Köpenhamn, var en dansk målare, uppvuxen på landet utanför Helsingör.
Ebba Carstensen var elev till Sigurd Wandel och Johan Rohde och mellan 1903 och 1913 på Det Kongelige Danske Kunstakademi. I en lätt kubiserande, franskpräglad form målade hon stilleben, interiörer och figurbilder, och från mitten av 1920-talet mer naturalistiska landskap samt bibliska och mytologiska motiv i gyllenblond kolorit. Hon har dessutom arbetat med vävning och broderi.
Ebba Carstensen ställde från 1908 ut på Charlottenborg, på Kunstnernes Efteraarsudstilling och De 13's Udstilling. Från 1932 var hon medlem av Decembristerna. År 1930 tilldelades hon Eckersbergmedaljen, 1936 Tagea Brandts rejselegat for kvinder och 1951 Thorvaldsenmedaljen.